# Heinrich Haeberlein

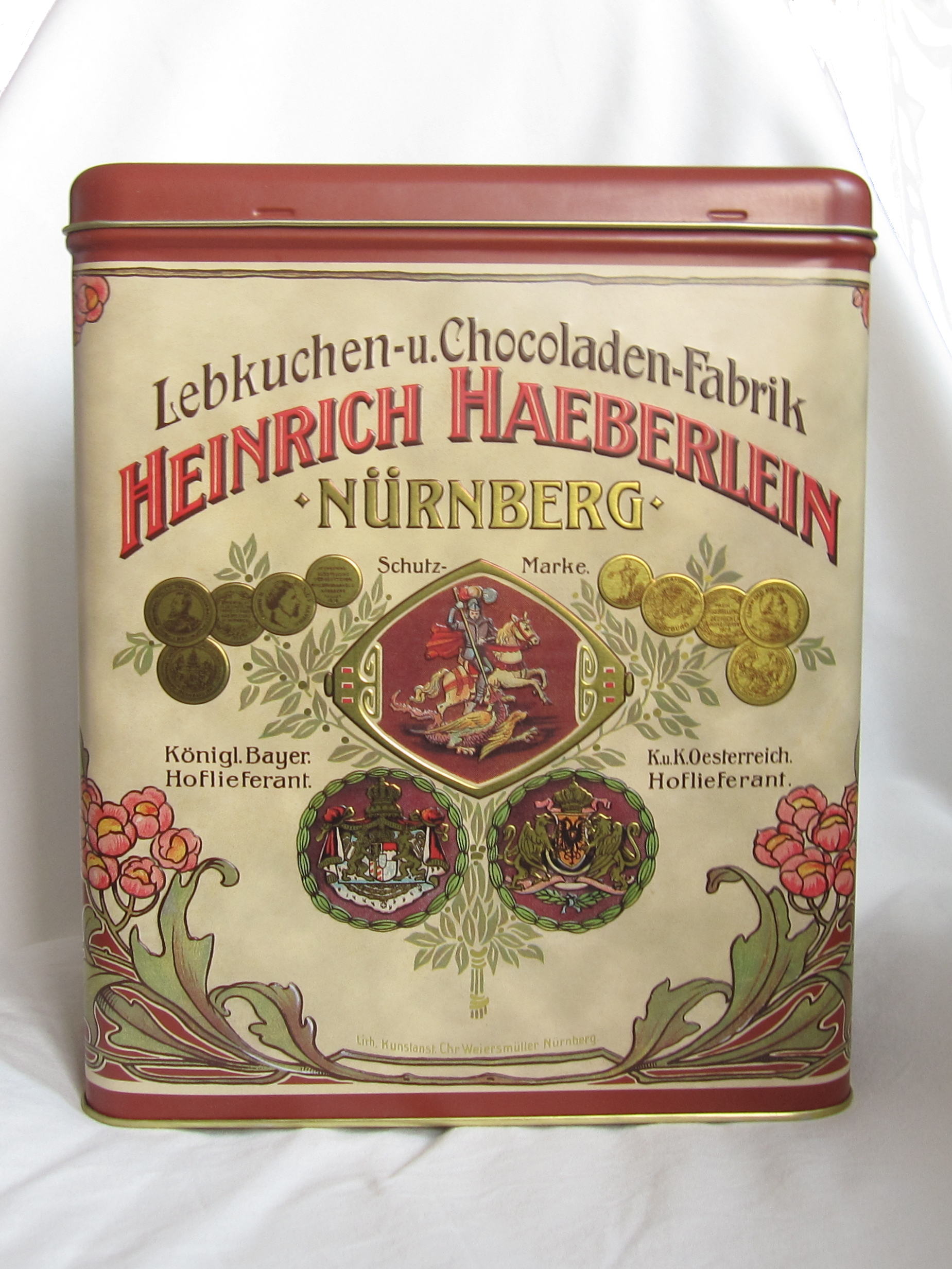
Lebkuchendose von Heinrich Haeberlein

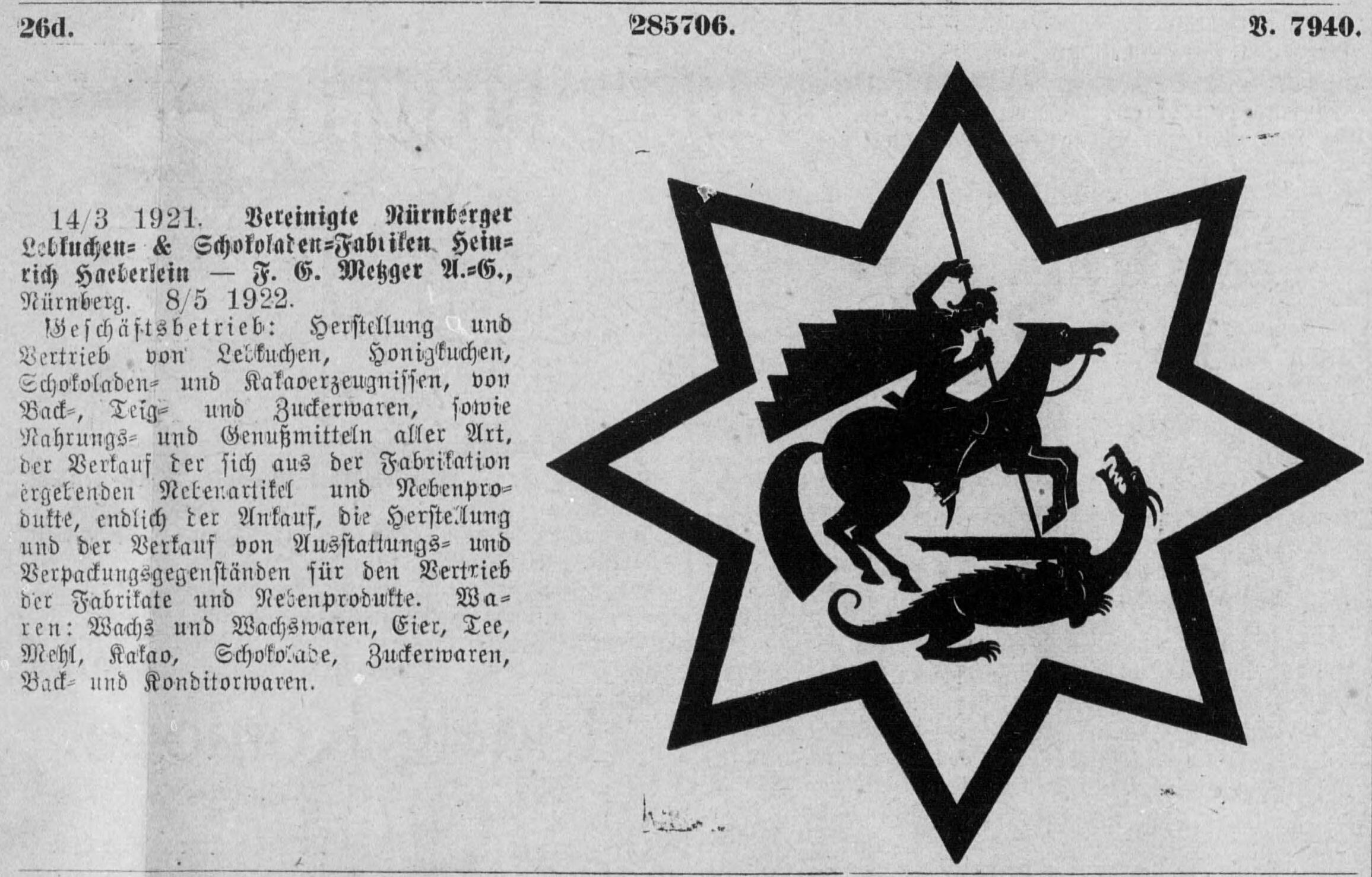
Warenzeichen mit St. Georg (1922)

Aktie über 1000 DM der Haeberlein-Metzger Vereinigte Nürnberger Lebkuchen- und Schokoladen-Fabriken AG vom 25. April 1955

Heinrich Haeberlein war eine Lebkuchen- und Schokoladenfabrik in Nürnberg.

## Geschichte
Die Geschichte der Nürnberger Lebkuchen lässt sich bis in das Ende des 15. Jahrhunderts zurückverfolgen.
Haeberlein war ein Pionier in der fabrikmäßigen Herstellung im Zeitalter der Industrialisierung. Im Jahre 1840 wurde eine Dampfmaschine in Betrieb genommen. Somit konnte die gestiegene Nachfrage mit maschinellen Produktionsverfahren befriedigt werden. Haeberlein errichtete in Nürnbergs Süden große Fabrikgebäude, die ein ausreichendes Produktionsvolumen für den gewachsenen Markt sicherstellen sollten.
Erdmann Staudt aus Nürnberg heiratete Madlon Haeberlein. Gemeinsam konnten sie das Unternehmen Heinrich Haeberlein erfolgreich führen und großen Gewinn erzielen. Erdmann Staudt belieferte unter anderem den kaiserlichen Hof in Wien und erhielt für seine Verdienste den k.u.k. Hoflieferantentitel verliehen. Haeberlein war auch königlich bayerischer Hoflieferant. Auf verschiedenen Ausstellungen wurden die Produkte von Haeberlein mit Diplomen und Medaillen geehrt, so 1879 bei der Fachausstellung deutscher Konditoren in Würzburg und 1882 bei der Ausstellung in Nürnberg. Als Schutzmarke wurde der Heilige Georg der Drachentöter verwendet.
Am 5. Juni 1920 schlossen sich die beiden Firmen H. Haeberlein und F. G. Metzger zur „Vereinigten Nürnberger Lebkuchen- und Schokoladenfabriken Haeberlein-Metzger AG“ zusammen. 1976 übernahm die Schöller-Eis Lebensmittel KG von Theo Schöller Haeberlein-Metzger.  1999 schließlich wurde die Gebäcksparte von Schöller, in die Haeberlein-Metzger integriert war, von der Lambertz-Gruppe übernommen, welche Haeberlein als eigenständige Marke weiterführte.